# 通用網路物件

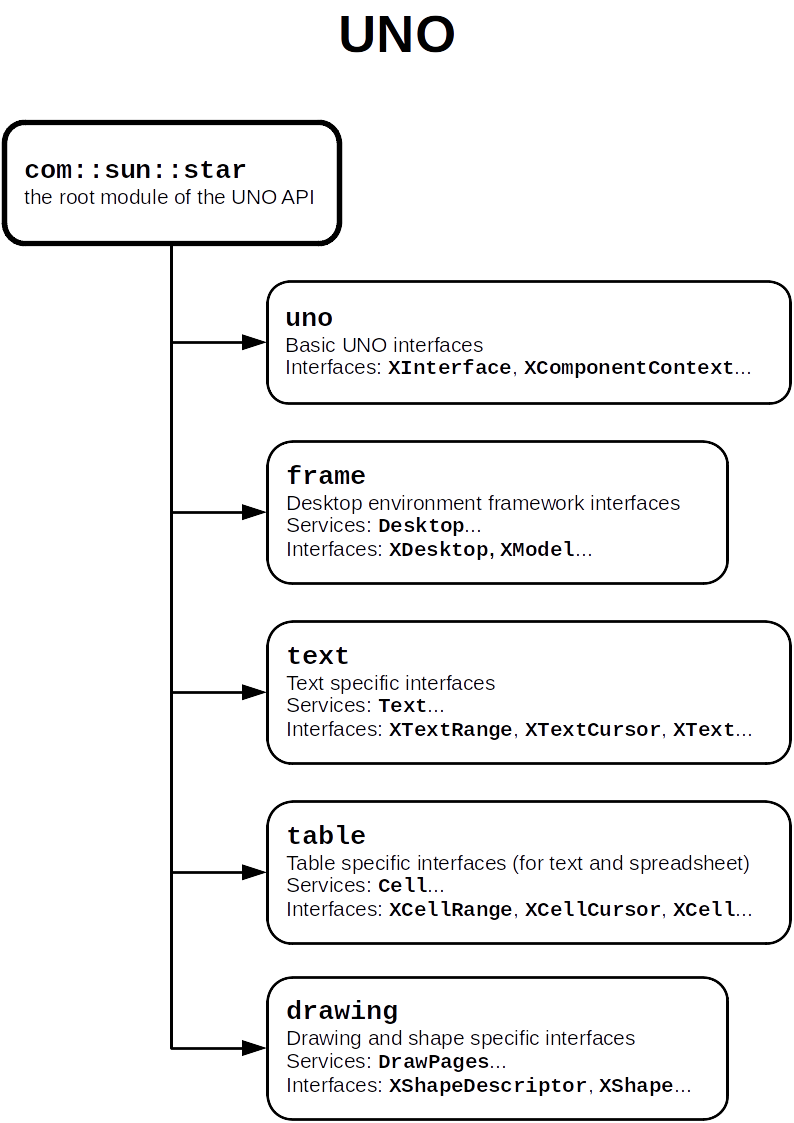
UNO API

在電腦技術領域中，通用網路物件（Universal Network Objects, UNO）是OpenOffice.org使用的元件模型。UNO基於對外介面的設計，得以使得多個元件夠過區域網路或網際網路，達成跨程式語言、跨物件模型，以及跨機器架構的相互溝通。
UNO元件可以使用任何已定義有連結模組的程式語言去實作。目前UNO已定義有的程式語言連結有C++(但跟compiler有關)、Java和Python。程式語言連結並允許對於StarOffice Basic、OLE Automation以及.NET共同語言架構的存取，但無法作寫入元件的動作。
UNO使用開放原始碼中的LGPL授權。